# Alaró, noves i papers
Alaró, noves i papers fou una revista local del municipi d'Alaró. El primer número sortí el maig de 1992 de la mà de l'Obra Cultural Balear.
El maig de 1992 sortí el número 0 de la revista "Alaró, noves i parers" a un preu de 200 pessetes. El primer número constava de 24 pàgines i el segon de 28.
Fou una revista que publicava articles referents a la cultura alaronera com les danses dels cossiers. Durant la seva vida va conviure amb una altra revista alaronera com és la Revista del Cercle. Es pot trobar a algunes universitats de Catalunya.